# PEN catalan
Le PEN catalan (en catalan : PEN Català ou Centre Català del PEN Club) est une organisation littéraire créée dans la ville de Barcelone en 1922.
Elle est la section catalane du PEN International.

## Histoire
Le PEN catalan est fondée à Barcelone en avril 1922, un an après la création du PEN International à Londres par Catherine Amy Dawson Scott.
Le groupe fondateur est formé par notamment par les écrivains Josep Millàs-Raurell, Josep Maria Batista i Roca, Josep Maria López-Picó, Joan Crexells et le poète anglais John Langdon-Davies.
Présidée par Pompeu Fabra, l'association organise le XIIIe Congrès International du PEN International qui a lieu à Barcelone en 1935 sous la présidence de H. G. Wells.
Durant l'été 1936, la guerre d'Espagne est déclarée, à la suite du soulèvement nationaliste des 17 et 18 juillet 1936.
Malgré la guerre civile, le PEN catalan maintient une présence active en Europe, notamment aux congrès internationaux du PEN club international qui se déroulent à Paris (1937), à Prague et à Londres, ville où le PEN catalan s'établit dans l'exil républicain.
En 1939, à la suite de l'arrivée au pouvoir de Franco, l'organisation est un lieu de rencontre et d'échange des écrivains antifranquistes catalans en exil durant la dictature franquiste.
En 1973, le PEN catalan nomme Joan Oliver en tant que président, Maurici Serrahima (vice-président), Joan Fuster et Josep Maria Llompart (représentants de Valence et des îles Baléares) , et incorpore en son sein les jeunes écrivains de la langue catalane Josep Maria Benet i Jornet, Guillem-Jordi Graells, Maria Antònia Oliver et Montserrat Roig.
El 1978, pendant la Transition démocratique, est organisée la Conférence internationale du PEN, présidée par Josep Vicenç Foix et Mario Vargas Llosa, durant laquelle est inauguré le partenariat PEN-UNESCO.
En 1992, l'année des Jeux olympiques de Barcelone, le PEN catalan organise la Semaine de Sant Jordi et le 57e Congrès international du PEN, pour la deuxième fois depuis 1935, alors sous la République.
En 1996, le PEN catalan accueille en Catalogne la Conférence mondiale sur les Droits linguistiques durant laquelle est promulguée la Déclaration universelle des droits linguistiques.
L'organisation se veut aujourd'hui instance de protection des droits humains.

## Présidence
- Josep Maria López-Picó (1922)
- Pompeu Fabra i Poch (1923-1924, 1927-1928)
- Magí Morera i Galícia (1924-1927)
- Carles Riba i Bracons (1928-1934, 1938-1959)
- Josep Carner i Puig-Oriol (1959-1965)
- Jordi Rubió i Balaguer (1965-1968)
- Josep Vicenç Foix i Mas (1968-1973)
- Joan Oliver i Sallarès (1973-1976)
- Josep Palau i Fabre (1976-1979)
- Maria Aurèlia Capmany i Farnés (1979-1983)
- Jordi Sarsanedas i Vives (1983-2001)
- Dolors Oller i Rovira (2001-2010)
- Carme Arenas i Noguera (2010-2018)
- Àngels Gregori i Parra (2018-2022)
- Laura Huerga i Ayza (2022 -)[4]